# Leppe Island
Leppe Island (englisch; bulgarisch остров Лепе ostrow Lepe) ist eine vereiste, in ostnordost-südsüdwestlicher Ausrichtung 1 km lange, 430 m breite und 27,17 Hektar große Insel im Archipel der Biscoe-Inseln westlich der Antarktischen Halbinsel. Sie gehört zu den Barcroft-Inseln und liegt 4,3 km südöstlich von Belding Island, 4 km südlich von Watkins Island und 520 m nordwestlich von Chakarov Island.
Die bulgarische Kommission für Antarktische Geographische Namen benannte sie 2021 nach dem chilenischen Biologen Marcelo Leppe (* 1970), Direktor des chilenischen Antarktisinstituts (Instituto Antártico Chileno, INACH), für seine Unterstützung des bulgarischen Antarktisprogramms.